# 5129 Groom
Az 5129 Groom (ideiglenes jelöléssel 1989 GN) a Naprendszer kisbolygóövében található aszteroida. Eleanor F. Helin fedezte fel 1989. április 7-én.